# Fours-en-Vexin

Fours-en-Vexin este o comună în departamentul Eure, Franța. În 1 ianuarie 2018 avea o populație de 195 de locuitori.